# Dylcia Noemí Pagán
Dylcia Noemí Pagán (Nueva York, 15 de octubre de 1946  – Nueva York, 30 de junio de 2024) fue una activista, política, productora, directora, poetisa, y artista puertorriqueña-estadounidense, una nacionalista convicta y sentenciada a 55 años por conspiración sediciosa para derrocar al gobierno de los Estados Unidos.
Fue sentenciada el 18 de febrero de 1981 y encarcelada en una prisión federal de los Estados Unidos. Sin embargo, fue puesta en libertad antes de lo esperado, después que el presidente Bill Clinton extendió una oferta de clemencia el 7 de septiembre de 1999.

## Biografía
Pagán es originaria del Bronx (nació en el Hospital Lincoln de Nueva York), de padres puertorriqueños.
Se hizo una estrella infantil, siendo parte de Children’s Hour en la cadena NBC. A los 20 años perdió a sus padres, y se involucró en el movimiento por los derechos civiles, con participación en campañas de inscripción de votantes. Como estudiante de la Universidad de Brooklyn, ayudó a organizar la Asociación de Estudiantes de Puerto Rico, que dio lugar a la formulación de un Departamento de Estudios Puertorriqueños controlado por los estudiantes. A principios de 1970 comenzó una carrera como productora de televisión y escritora, con desarrollo de documentales de investigación y programas infantiles de la NBC, ABC, CBS y PBS. Trabajó con el Consejo de Educación de Medios de Comunicación (de Puerto Rico), que presentó una serie de demandas en contra de las principales estaciones de televisión que facilitaron la programación local de asuntos públicos que todavía existe hoy en día. También trabajó como editora en inglés del diario bilingüe El Tiempo.

## Conspiración y sedición
Pagán y otros once fueron detenidos el 4 de abril de 1980, en Evanston (Illinois).
Ella y otros miembros del FALN se habían vinculado a más de cien atentados o intentos de atentados, desde 1974, en su intento de lograr la independencia de Puerto Rico.
En los procedimientos judiciales, todos los detenidos declararon su condición de prisioneros de guerra, y se negaron a participar en el proceso judicial.
Ninguno de los atentados por los que fueron condenados causó muertos o heridos.
A Matos se le dio una sentencia federal de 70 años por conspiración sediciosa y otros cargos.
Entre los otros nacionalistas puertorriqueños condenados, hubo condenas de hasta 90 años, en prisiones federales, por delitos como sedición, posesión de armas de fuego no registradas, transporte interestatal de vehículo robado, interferencia con el comercio interestatal con violencia, y transporte interestatal de armas de fuego con la intención de cometer un crimen.
Todos ellos fueron condenados por sedición, el acto de intentar derrocar por la fuerza al Gobierno de los Estados Unidos en Puerto Rico.
Pagán fue arrestada en 1980, y acusada de conspiración sediciosa y cargos relacionados, y condenada a 63 años. Cuando fue arrestada, su joven hijo, de cuya seguridad temía, fue protegido por el Gobierno. En la prisión, Pagán desarrolló programas educativos y culturales para los otros internos, enseñando aeróbicos, dirigiendo obras de teatro, y carnavales organizados para el Día del Niño.

## Violaciones de derechos humanos
Hubo informes de violaciones de derechos humanos contra los prisioneros del FALN. Los presos fueron puestos en cárceles alejadas de sus familias, algunos fueron agredidos sexualmente por personal penitenciario, a algunos se les negó atención médica adecuada, y otros permanecieron en celdas subterráneas aisladas sin ninguna razón. Amnesty International y la Cámara de Representantes en el Subcomité de Tribunales, Propiedad Intelectual y Administración de Justicia, criticaron las condiciones de prisión. Se encontró que sus condiciones carcelarias estaban en violación de las Reglas mínimas de la ONU para el tratamiento de los reclusos.
Un juez federal también se refirió a su preocupación en el caso de Baraldine vs. Meese.

## Prisionera política
En el momento de su detención, Torres y los otros se declararon combatientes en una guerra anticolonial contra Estados Unidos, para liberar a Puerto Rico de su dominación colonial, e invocaron el estatus de prisioneros de guerra. Argumentaron que los tribunales de los Estados Unidos no tenían jurisdicción para juzgarlos como delincuentes y solicitaron ser entregados a un tribunal internacional que determinara su estado. El Gobierno de los Estados Unidos, sin embargo, no reconoció esa solicitud.
Las sentencias recibidas por Torres y los otros nacionalistas fueron juzgadas como «fuera de proporción con los delitos de los nacionalistas».
Las estadísticas muestran que sus sentencias fueron casi 20 veces superior a condenas por delitos similares por parte de la población estadounidense en general.
Durante muchos años, numerosas organizaciones nacionales e internacionales criticaron este encarcelamiento categorizado como prisión política.
Alejandrina fue finalmente puesta en libertad el 10 de septiembre de 1999,
después que el presidente Bill Clinton extendiera su clemencia.
Clinton citó al reverendo Desmond Tutu y al expresidente Jimmy Carter por haber influido en su decisión de concederles la clemencia.
Estos casos que implicaron la liberación de otros presos nacionalistas puertorriqueños, también han sido clasificados como casos de prisioneros políticos,
con algunos más ruidosos que otros.
Al criticar la decisión del presidente Clinton para liberar a los prisioneros puertorriqueños, el conservador Comité de Política Republicana del Senado también categorizó a Matos como un «nacionalista puertorriqueño», haciéndose eco de un reciente artículo en la revista Newsweek.
En 2006, las Naciones Unidas hicieron un llamamiento para la liberación de los restantes presos políticos puertorriqueños, encarcelados en prisiones de los Estados Unidos.

## Listado de diez prisioneros convictos
Los diez condenados del 18 de febrero de 1981, pero luego puestos en libertad bajo la orden de indulto del presidente Bill Clinton eran:
- Alberto Rodríguez, 35 años de prisión
- Alejandrina Torres, 35 años de prisión
- Dylcia Noemí Pagán, 55 años de prisión
- Alicia Rodríguez, 55 años de prisión
- Elizam Escobar, 60 años de prisión
- Adolfo Matos, 70 años de prisión
- Ida Luz Rodríguez, 75 años de prisión
- Luis Rosa, 75 años de prisión
- Ricardo Jiménez, 90 años de prisión
- Carmen Valentin, 90 años de prisión

Además, Juan Enrique Segarra-Palmer ―que fue condenado a 35 años de prisión el 4 de octubre de 1985― fue elegido para salir en septiembre de 2004.

## Últimos años
Desde 1999, Dylcia ha estado residiendo en su natal Puerto Rico, donde fue recibida por miles de partidarios como una heroína nacional. Ha trabajado para una de las principales compañías de cine, Paradiso Films, coproductores de los comerciales para el Partido Independentista, candidato a gobernador, el Dr. Rubén Berríos Martínez. También ha trabajado para la Feria Internacional del Libro como productora de un CD-ROM y también ha sido productora y codirectora del estudio Farrique Pesquerra, que implica sesiones fotográficas de los productos comerciales y el trabajo de impresión comercial.

## Filmografía
- 2008 Machetero, como la mentora
- 1975 Realidades (serie de televisión).
- 2008 Whose barrio? (documental).

## Honores
- Fundación Dylcia Pagán: medio para apoyar financieramente a la autora. Ella vive de la Seguridad Social (no es mucho, ya que pasó en prisión veinte años de su vida laboral adulta) y de charlas. El dinero va a apoyar a ella y los distintos proyectos donde está involucrada, como la visibilización del legado político y cultural de figuras femeninas independentistas. Tal es el caso de la compilación y traducción de los escritos de la líder nacionalista Dolores Lolita Lebrón.[27]